# NGC 4980
NGC 4980 је спирална галаксија у сазвежђу Хидра која се налази на NGC листи објеката дубоког неба.
Деклинација објекта је - 28° 38' 30" а ректасцензија 13h 9m 10,1s. Привидна величина (магнитуда) објекта NGC 4980 износи 12,6 а фотографска магнитуда 13,5. NGC 4980 је још познат и под ознакама ESO 443-75, MCG -5-31-37, AM 1306-282, IRAS 13064-2822, PGC 45596.